# Serge Racine
Serge Racine (ur. 9 października 1951) – były haitański piłkarz grający na pozycji pomocnika. Uczestnik Mistrzostw Świata w 1974.

## Kariera klubowa
Podczas kariery piłkarskiej Serge Racine grał w Aigle Noir AC. Dobra gra na Mistrzostwach Świata w 1974 zaowocowała transferem do niemieckiego Wacker 04 Berlin, który występował wtedy w 2. Bundeslidze. W klubie z Berlina grał przez 4 lata.

## Kariera reprezentacyjna
W reprezentacji Haiti Serge Racine grał w latach siedemdziesiątych. Podczas Mistrzostw Świata 1974 w RFN Serge Racine zagrał w dwóch meczach z reprezentacją Argentyny oraz reprezentacją Polski. Po wyjeździe do Europy przestał występować w reprezentacji.